# Мурат-реис (младший)
Ян Янсон ван Харлем (нидерл. Jan Janszoon van Haarlem (прибл. 1570 — после 1641) — голландский пират, правитель республики морских воинов в Сале. Более известен под именем Мурат-реис младший после своего обращения в ислам. Имя Мурат-реис он взял в честь более известного турецкого флотоводца Мурата-реиса старшего.

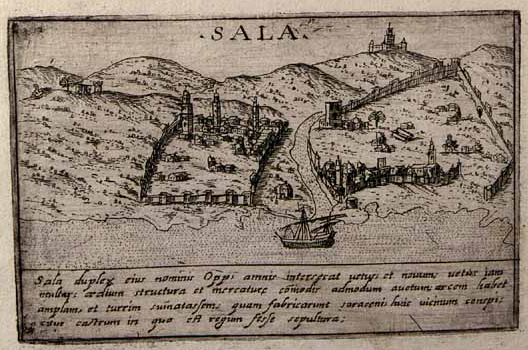
Старое изображение порта Сале

## Биография
Ян Янсон начал свою карьеру корсара во время войны за независимость Голландии. Он патрулировал моря вокруг своего родного города Харлем в поисках испанских кораблей. Пиратство вокруг Нидерландов было недостаточно выгодным занятием, тем более, что довольно большой процент судов составляли опасные военные корабли, так что Янсон вскоре решил перебазироваться в свободные порты Варварского берега. Оттуда он мог нападать на корабли любого государства: если он видел испанский корабль — поднимал голландский флаг, при встрече с другими кораблями — турецкий полумесяц или любой другой штандарт многочисленных государств Северной Африки.
В итоге в 1618 году неподалёку от Канарских островов он сам был подкараулен и захвачен в плен берберийскими пиратами. Обращение в ислам было одним из способов избежать рабства в Алжире, так что Ян решил стать «турком» (в то время европейцы часто ошибочно называли жителей Варварского берега турками из-за тесных связей этих государств с Османской империей). Став мусульманином, Ян Янсон (или теперь уже Мурат-реис) активно сотрудничал с такими пиратами, как Сулейман-реис и Симон-танцор, тоже как и он — голландцами, принявшими ислам.
В какой-то момент Алжир перестал устраивать берберских пиратов — он подписал слишком много мирных договоров, ограничивая таким образом возможности для нападений. Так что в 1619 году они перебазировались в древний порт Сале на атлантическом побережье Марокко, а после смерти Сулеймана-реиса Ян сам стал одним из пиратских капитанов. Изначально портовый город Сале находился под юрисдикцией Марокко, но за счёт пиратства он сильно разбогател и вскоре после прибытия туда Янсона объявил свою независимость. После неудачной осады султану Марокко пришлось признать автономию новообразованной республики. Республика управлялась четырнадцатью пиратскими вожаками, среди которых выбирался один президент, который являлся также адмиралом всего флота республики. Первым президентом республики в итоге был выбран Ян Янсон. Республика существовала фактически только за счет пиратства и сопутствующей деятельности.
В Сале Янсон женился, его дети пошли по стопам отца и тоже стали пиратами, но затем присоединились к голландским колонистам, основавшим город Нью-Амстердам (позже ставший Нью-Йорком).
Но несмотря на то что должность пиратского адмирала приносила огромные деньги, Янсон скучал на суше и часто отправлялся в дальние морские походы. В начале 1620-х годов он занимался разбоем в Ла-Манше, правда без особого успеха. Однако там он смог набрать неплохую команду из голландских и английских моряков. После того как в 1627 году Янсон перебрался обратно в Алжир, он совершил дерзкое и неожиданное нападение на берега Исландии, похитив там более 400 человек для продажи в рабство. В 1631 году он сделал несколько рейдов на берега Англии и Ирландии, включая описанный в литературе Ирландии рейд на Балтимор.
Дальше сведения о Янсоне теряются. Известно, что между 1631 и 1640 годами он был захвачен в плен Мальтийским Орденом, из которого бежал в конце 1640 года. В этом же году он был назначен управляющим сильной марокканской крепостью неподалёку от Сафи. После 1641 года история Янсона неизвестна.